# Neopomacentrus taeniurus
Neopomacentrus taeniurus är en fiskart som först beskrevs av Bleeker, 1856.  Neopomacentrus taeniurus ingår i släktet Neopomacentrus och familjen Pomacentridae. IUCN kategoriserar arten globalt som otillräckligt studerad. Inga underarter finns listade i Catalogue of Life.